# Yangita
La yangita és un mineral de la classe dels silicats.

## Característiques
La yangita és un inosilicat de fórmula química PbMnSi₃O₈•H₂O. Va ser aprovada com a espècie vàlida per l'Associació Mineralògica Internacional l'any 2013. Cristal·litza en el sistema triclínic.

## Formació i jaciments
Va ser descoberta a la mina Kombat, al districte de Grootfontein, a la regió d'Otjozondjupa, Namíbia, l'únic indret on ha estat trobada.